# Eulithis agnes
Eulithis agnes là một loài bướm đêm trong họ Geometridae.